# Le Mobilier fidèle
Pour plus de détails, voir Fiche technique et Distribution.
Le Mobilier fidèle est un film muet français réalisé par Émile Cohl, sorti en 1910.

## Synopsis
1er intertitre : Monsieur Dubois ne payant plus son loyer depuis belle lurette allait devoir se séparer de son cher mobilier.
Des meubles emménagent tous seuls dans un appartement. Ils sortent de la carriole, montent l'escalier et s'installent à la perfection. Les malles, vides, repartent dans la carriole complètement autonome.

## Fiche technique
Source IMDb
- Titre français : Le Mobilier fidèle
- Titre anglais : The Automatic Moving Company
- Réalisation : Émile Cohl
- Société de production : Pathé Frères
- Pays de production : France
- Durée : 4 minutes (DVD: 6 minutes)
- Métrage : 225 mètres
- Genre : Film d'animation, comédie fantastique
- Format : Muet - Noir et blanc - 1,33:1 - 35 mm - Procédé cinématographique : sphérique
- Date de sortie : 
  - France : 1910